# Jimmy Page
James Patrick Page, popularment conegut com a Jimmy Page (anglès: James Patrick Page)  (Heston, 9 de gener de 1944), és un guitarrista anglès conegut per haver estat un dels líders del grup de rock Led Zeppelin des de 1968 fins a la seva dissolució el 1980, i és considerat un dels més grans, influents i versàtils guitarristes de tots els temps.
Page ha estat, al llarg de la seva carrera musical, músic de sessió i guitarrista de The Yardbirds, Led Zeppelin i The Firm. A més, ha col·laborat, en qualitat de músic de sessió, amb multitud de formacions i autors musicals, entre els quals destaquen The Rolling Stones, The Who, Queen, The Kinks, Eric Clapton o Jeff Beck. Al seu torn, va gravar diversos àlbums amb artistes de la talla de David Coverdale, Roy Harper o Joe Cocker. L'any 2005, va ser guardonat com a membre de l'Ordre de l'Imperi Britànic per la seva tasca de caritat en ajuda de les persones més desafavorides de Brasil.

## Biografia

### Infància i adolescència
Jimmy Page és fill únic d'un empleat administratiu, James Page, i d'una secretària i infermera, Patricia Elizabeth Gaffikin. Va néixer a Henston, una antiga vila situada en el suburbi del Gran Londres, a la zona occidental. Quan Jimmy tenia vuit anys, el 1952, la seva família i ell es varen mudar a Epsom, un altre gran suburbi del Gran Londres, aquest situat al sud, i allí fou on va rebre els seus primers contactes amb el món de la música.
Als dotze anys, Jimmy aconseguí la seva primera guitarra, i tot i que va rebre algunes classes, és principalment un músic autodidacte. Entre les seves primeres influències destacaven Scotty Moore i James Burton, ambdós guitarristes de rockabilly i que havien tocat anteriorment amb artistes molt coneguts, com Elvis Presley. També destaca entre les seves influències Johnny Day, col·laborador de The Everly Brothers.
El 1957, quan tenia tretze anys, va aparèixer per primer cop a la televisió, en un programa de joves talents, Huw Wheldon Show, tocant el tema "Mama Don't Wanna Play No Skiffle No More".
L'afició de Jimmy per a la guitarra era tan gran que solia portar la guitarra al seu col·legi, sent freqüentment requisada.
Tot i que Page estava interessat en les ciències, arribant inclús a rebre una oferta de treball com a assistent de laboratori, va decidir deixar els seus estudis per iniciar una carrera musical. Després de diversos intents, finalment va poder formar part d'un grup de rock, The Crusaders, que tenia com a vocalista Neil Christian. La seva permanència a la banda fou de més de dos anys, durant els quals va contraure una mononucleosi, que no li va impedir seguir fent concerts, tot i que va decidir deixar momentàniament la seva carrera musical per dedicar-se a la seva altra passió, la pintura, per la que es va matricular al col·legi d'art de Sutton, a Surrey.

### Músic de sessió
Mentre encara era un estudiant, Page improvisava sovint al Marquee Club de Londres, amb guitarristes com Jeff Beck, Eric Clapton, Cyril Davies o Alexis Korner. En una d'aquestes sessions, John Gibb, membre de The Silhouettes, li demanà ajuda per gravar una sèrie de pistes pel segell discogràfic EMI, però no fou fins que va rebre una oferta de Mike Leander quan va dedicar-se plenament en estudis de gravació. La seva primera tasca com a músic de sessió fou gravar al costat de Jet Harris i Tony Meehan el single "Diamonds", que culminà les llistes d'èxits britànics l'any 1963.
Després de diversos i breus treballs amb alguns dels músics del nou panorama del rock a Gran Bretanya, Page aconseguí una moderada fama com a músic de sessió. Durant aquesta etapa, Page era conegut com a "Little Jimmy" per no ser confós amb Big Jim Sullivan, conegut simplement com a "Big Jim". Com a guitarrista preferit del productor Shel Talmy, Page acabà treballant amb grups com The Who o The Kinks gràcies als encàrrecs que Talmy rebia.
Entre els grups i artistes amb els quals va treballar Page com a músic de sessió hi ha The Rolling Stones, Van Morrison, Marianne Faithfull, Dave Berry o Brenda Lee, a més a més de The Who i The Kinks, amb els que treballà gràcies al suport de Talmy. Hi ha rumors que afirmen que Page va participar en un gran percentatge del total de gravacions realitzades entre els anys 1963 i 1965, aproximadament el 60%, tot i que hi ha fonts que indiquen que aquest percentatge oscil·la entre el 50% i el 90%.
L'any 1965, Page entrà com a productor al segell Immediate Records gràcies al mànager dels Rolling Stones, Andrew Loog Oldham. Gràcies a aquest nou càrrec, Page va tocar i produir cançons de John Mayall, Chris Farlowe, Twice as much i Eric Clapton, i inicià una breu relació sentimental amb la compositora i cantant Jackie DeShannon. A més a més, treballà com a músic de sessió en l'àlbum Love Chronicles, d'Al Stewart l'any 1969 i en el disc debut de Joe Cocker, "With a Little Help from My Friends".
Tot i que Page va gravar temes amb un gran nombre de músics, molts només es poden trobar per mitjà de bootlegs, editats juntament amb algunes cançons inèdites de Led Zeppelin.

### The Yardbirds

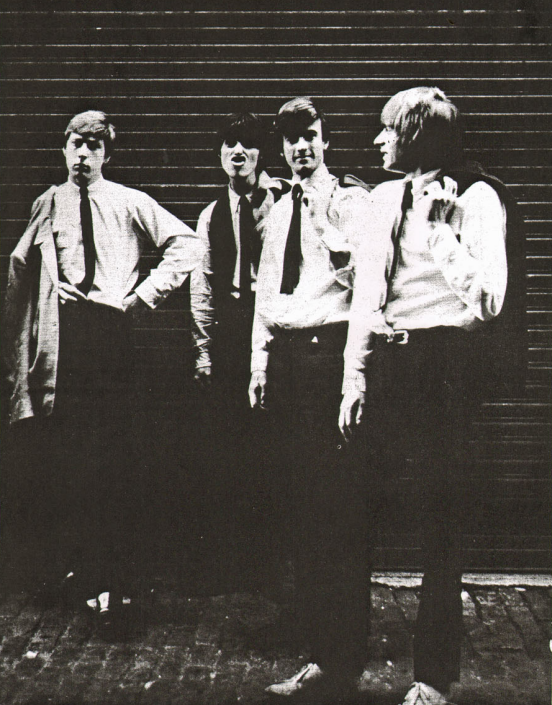
Jimmy Page amb The Yardbirds l'any 1966.

L'any 1964, Page va rebre una oferta per substituir el seu amic Eric Clapton a The Yardbirds, però no va acceptar l'oferta com a mostra de lleialtat al seu amic. Un any més tard, Clapton se n'anà del grup per desig propi, i Page va rebre l'oferta de nou, però va optar per continuar amb la seva carrera com a músic de sessió. Li digué al grup que de moment no estava preparat per sortir de gira un altre cop, i els recomanà el seu amic i company Jeff Beck, amb qui havia treballat anteriorment. El 16 de maig de 1966, el bateria Keith Moon, el baixista John Paul Jones, el teclista Nicky Hopkins, Jeff Beck i Jimmy Page varen gravar el tema "Beck's Bolero" als estudis IBC de Londres. Aquesta experiència li donà a Page la idea de formar un supergrup amb Jeff Beck, juntament amb la base rítmica dels The Who: el baixista John Entwistle i el bateria Keith Moon. El projecte però, quedà congelat a causa dels problemes contractuals i del fet que no trobaven un vocalista adequat.
Unes setmanes després de l'intent d'aquest projecte, Page tornà a rebre una oferta per formar part dels Yardbirds, que aquest cop acceptà, i entrà al grup com a baixista, substituint a Paul Samwell-Smith, tot i que acabà sent guitarrista líder juntament amb Jeff Beck després que Chris Dreja es traslladés a la posició de baixista. Tot i així, el gran potencial musical del grup es va veure afectat per les gires constants i la falta d'èxit musical, així com els conflictes interns de la banda. Van ser aquests conflictes els que van provocar que Jeff Beck abandonés la formació, deixant el grup en un quartet.
El primer àlbum amb Page com a guitarrista principal fou Little Games. Aquest disc va rebre crítiques mixtes i no tingué l'èxit comercial que li van atribuir al principi, arribant al lloc número 80 al Billboard. Tot i que les gravacions del grup s'orientaven a un so molt comercial, les seves actuacions eren molt més experimentals per l'ascendència blues de les seves composicions.
Després que Keith Relf i Jim McCarty abandonessin la banda l'any 1968, Page, que volia realitzar els concerts pendents a Escandinàvia, reclutà el vocalista Robert Plant, al bateria John Bonham i al baixista i teclista John Paul Jones per formar un nou grup, que al principi Page batejà com The New Yardbirds, però que poc després reanomenà Led Zeppelin. Aquest nom fou idea de Page degut a un acudit que havia explicat Keith Moon a la sessió de gravació del tema "Beck's Bolero", en el que deia que la banda cauria com un "dirigible de plom" (en anglès Lead Zeppelin). Posteriorment, el mànager de la banda Peter Grant, tragué la "a" de "Lead" per evitar errors de pronunciació, deixant com a nom final "Led Zeppelin".

### Led Zeppelin

#### Influència
L'experiència de Page com a músic de sessió i com a membre de The Yardbirds es va notar des del principi. En les feines de compositor, productor i guitarrista, Page va ajudar a fer que Led Zeppelin es convertís en una de les bandes més influents dels anys 70 i de la música rock en general, a més a més d'influir per si sol en nombrosos guitarristes posteriors. El riff ràpid i orientat cap al heavy metal de "Communication Breakdown", una cançó que apareix a l'àlbum de debut de Led Zeppelin, Led Zeppelin I és considerat per Johnny Ramone, guitarrista de la primera i extinta banda de punk The Ramones, com a inspirador del so accelerat i potent de la música de la seva banda. Per altra banda, el solo de guitarra de "Heartbreaker", tocat amb les dues mans al mànec de la guitarra, va influir definitivament a Eddie Van Halen per popularitzar el tapping, tècnica molt utilitzada pels guitarristes dels anys 80. A més a més, el solo de guitarra de "Stairway to Heaven", compost i tocat per Jimmy Page, és considerat pels lectors de diverses revistes musicals com el millor solo de la història, mentre que el mateix Page fou nomenat guitarrista de l'any cinc vegades seguides per la revista Creem durant la dècada dels '70. Per acabar, Page fou un dels primers guitarristes de la història en utilitzar una guitarra de doble mànec, de la marca Gibson inspirada en el model SG de la marca.

#### Efectes

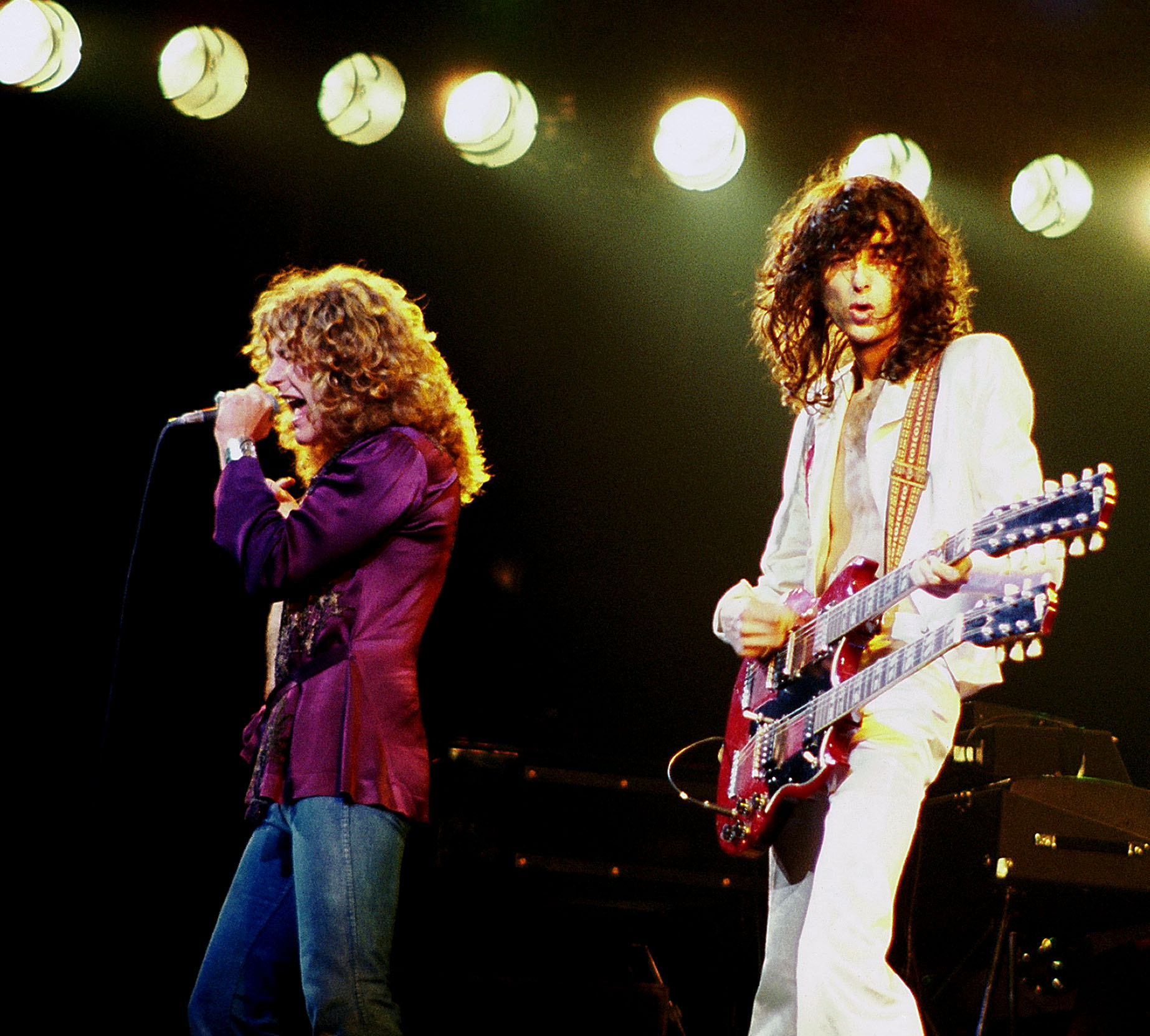
Jimmy Page i Robert Plant en un concert a Chicago, Illinois, l'any 1977.

Per la composició i gravació de la majoria de les cançons de Led Zeppelin, Page utilitzà diverses guitarres Gibson Les Paul amb amplificadors Marshall. Page també utilitzà guitarres Fender Telecaster durant la gravació de Led Zeppelin (àlbum) i per gravar el famós solo de Stairway to Heaven. Pel que fa als amplificadors, les seves marques més utilitzades, a part de Marshall, van ser Vox, Orange i Fender. A més a més de la guitarra elèctrica, Page també va utilitzar guitarres slide, guitarres amb pedals d'acer (un tipus de guitarra elèctrica que es toca amb un objecte instrument d'acer en lloc de tocar-se amb els dits i es posiciona de manera horitzontal), guitarres acústiques i pedals d'efectes (Chorus, Wah-wah, Flanger, etc.).
Page també és famós per ser un dels primers a utilitzar un arquet de violoncel per tocar la guitarra en les cançons "Dazed and Confused", "How Many More Times" i a la introducció de "In the Evening". Aquesta tècnica la va aprendre durant la seva etapa com a músic de sessió, tot i que no va ser el primer guitarrista a utilitzar un arquet, ja que Eddie Phillips, integrant del grup The Creation, ho havia provat anteriorment. En una entrevista a la MTV, Jimmy afirmà que va extreure aquesta tècnica en veure el seu company David McCallum, Sr. (pare de l'actor David McCallum), també músic de sessió, fer el mateix amb la seva guitarra i un arquet de violoncel.
En algunes cançons de la banda, Page solia utilitzar un theremin, a més del pedal Wah-wah per realitzar alguns efectes amb la seva guitarra.

#### Tècniques de producció musical
Durant la seva etapa a Led Zeppelin, Page va fer arribar als estudis noves tècniques de gravació. A principis de la dècada dels '60, els productors musicals britànics solien posar els micròfons just davant de la bateria i els amplificadors, cosa que provocava un so lleugerament defectuós, present en gran part de les gravacions d'aquella dècada. Page va comentar en una entrevista realitzada per la revista Guitar World que els sons de les bateries d'aquella època sonaven com caixes de cartó. En canvi, Page recolzava les tècniques de gravació dels anys '50, especialment les desenvolupades a l'estudi Sun. A la mateixa entrevista, Page digué que el procés de gravació era una ciència, i que els enginyers tenien un lema: "Distància igual a profunditat". Portant aquest lema al límit, a Page se li va acudir la idea de posicionar un micròfon addicional a una determinada distància de l'amplificador i gravar després en equilibri amb els dos. En adoptar aquesta tècnica, Page es va convertir en un dels primers productors britànics en gravar el so d'ambient d'una banda.
Per la gravació de diverses cançons de Led Zeppelin, com "Whole Lotta Love" o "You Shook Me", Jimmy utilitzà la tècnica de la reverberació, que es creu que va ser usada per primer cop per Page durant el seu pas per The Yardbirds, més concretament a la gravació del tema "Ten Little Indians". Aquesta tècnica consisteix a escoltar l'eco abans del so original en lloc d'escoltar-la després, obtingut situant la pista gravada de l'eco abans de la pista del so original durant el procés de gravació i mesclat de la cançó. Per aquest efecte també posicionava micròfons al fons de la sala de gravació perquè el so arribes més dèbil, creant així noves atmosferes musicals. A més a més, a la gravació de "When the Levee Breaks" situà la bateria de Bonham al forat d'una escala, i a "Since I've Been Loving You" es pot inclús escoltar el grinyol del pedal del bombo de la bateria per la proximitat del micròfon.

### Després de Led Zeppelin

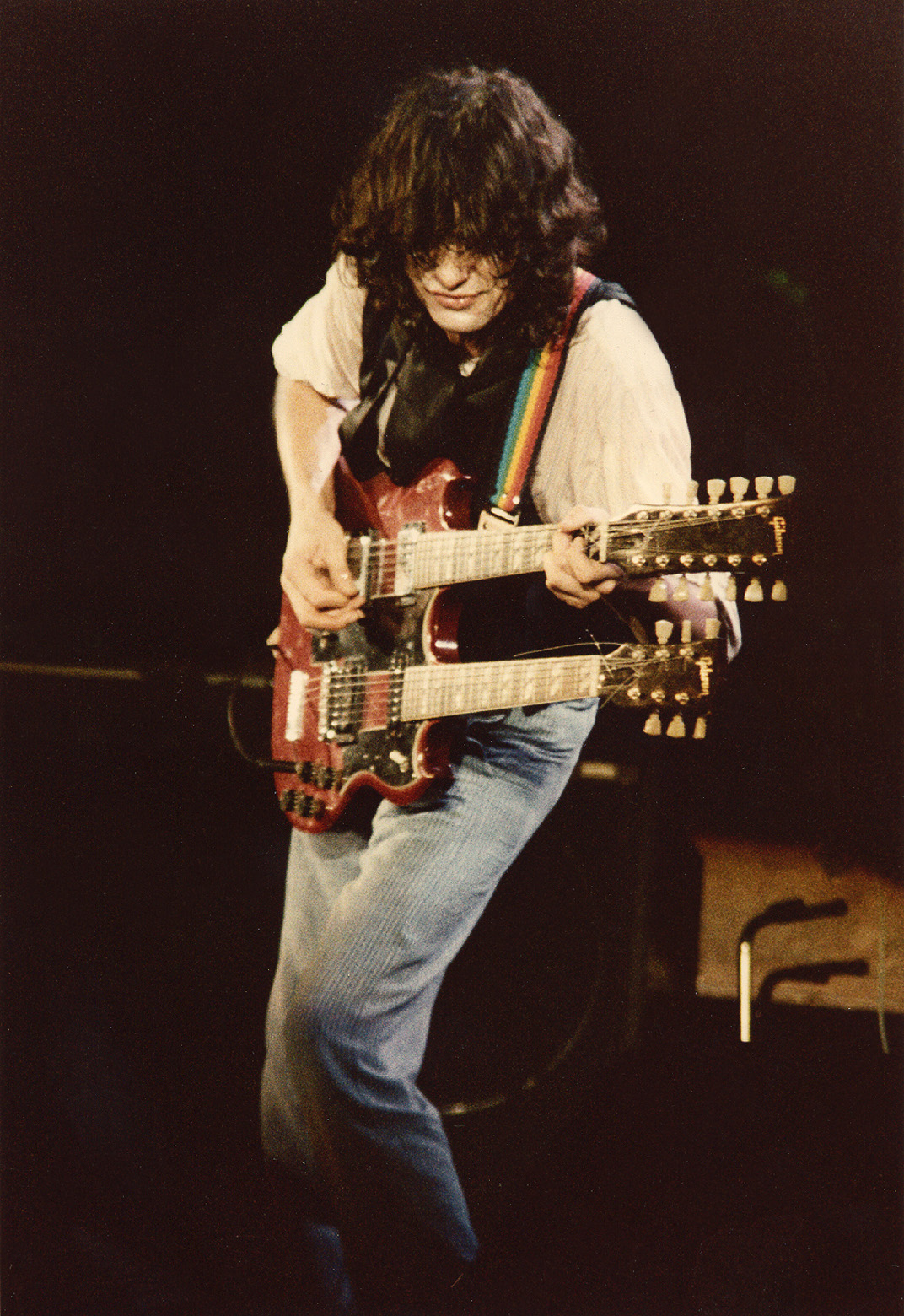
Jimmy Page al Cow Palace, San Francisco, California, 2 de desembre del 1983.

Led Zeppelin se separà l'any 1980 després que el bateria John Bonham morís per ofegar-se en el seu propi vòmit després d'una borratxera a una de les cases de Page. Tot i que Jimmy intentà fomrar un altre grup anomenat XYZ amb els exmembres de Yes, el seu retorn als escenaris fou l'any 1983, quan feu una sèrie de concerts per combatre l'esclerosi múltiple en honor del baixista de Small Faces, Ronnie Lane, a qui li havien diagnosticat la malaltia poc temps abans. Un video del concert a Londres del 1983 fou publicat el 1984 amb dues cançons compostes per Page que havien aparegut a la banda sonora de la pel·lícula Death Wish II amb Steven Winwood com a cantant. A més a més, el video mostra una improvisació en escena del tema "Layla" juntament amb Jeff Beck i Eric Clapton, siguent aquests tres el trió de guitarristes que varen formar part algun cop de The Yardbirds. En el concert a Madison Square Garden de Nova York, el vocalista fou Paul Rodgers, futur vocalista de The Firm i antic membre de Free i Bad Company. Durant aquesta sèrie de concerts, l'aspecte de Page era dèbil i malaltís, ja que, segons el llibre Hammer of the Gods, Page havia deixat la seva addicció a l'heroïna després de set anys.
Posteriorment, Page s'ajuntà amb Roy Harper per gravar un disc, de nom Whatever Happened to Jugula?, i participar en concerts ocasionals, en els que predominava un estil acústic i orientat cap al folk acompanyant a grups com The MacGregors o Themselves. L'any 1984, Page gravà un disc amb l'exvocalista de Led Zeppelin i antic company seu, Robert Plant, sota el nom de The Honeydrippers. També es va unir a Paul Rodgers per compondre i gravar dos discs sota la denominació de The Firm. El primer àlbum, homònim al nom del grup, aconseguí el lloc número 17 a la llista de pop del Billboard amb cançons d'èxit com "Radioactive" o "Closer", i superà el milió de vendes només als Estats Units.The Firm fou seguit per Mean Business, no tan exitós com el seu antecessor, pel qual els seus membres van decidir abandonar el projecte.
A The Firm el varen seguir diversos projectes. Page tornà a treballar com a músic de sessió per The Rolling Stones, Graham Nash, Box of Frogs i Robert Plant. A més a més, edità el seu propi álbum en solitari, Outrider, i realitzà una col·laboració amb el vocalista David Coverdale en el disc Coverdale-Page. També col·laborà en la gravació de les bandes sonores de les pel·lícules Death Wish II i Death Wish III, editades els anys 1982 i 1985 respectivament.
Els membres supervivents de Led Zeppelin es varen reunir el 1985 per fer un concert del Live Aid amb Phil Collins i Tony Thompson alternant-se a la bateria. Tot i així, els continus problemes de Page amb les drogues i la mala qualitat de la seva guitarra Les Paul van fer que la banda considerés la mala qualitat d'aquesta actuació, negant-se a deixar aparèixer fragments del seu concert al DVD editat per celebrar el 20è aniversari del Live Aid. Un any després, el 1986, Page es va reunir temporalment amb els seus excompanys de The Yardbirds per interpretar algunes cançons del disc Strange Land, de Box of Frogs.
Led Zeppelin es reformà el 14 de maig del 2007 per tocar únicament al concert de celebració del 40è aniversari d'Atlantic Records, amb Jason Bonham ocupant el lloc del seu pare a la bateria.
L'any 1994, Page i Plant es van reunir per gravar un concert de la sèrie "Unplugged" de la cadena MTV. L'especial, anomenat Unledded, no comptà amb la participació de John Paul Jones, i fou un dels programes més exitosos de la cadena. L'octubre del mateix any, la gravació va sortir al mercat sota el nom de No Quarter, i la reedició de l'any 2004 es va dir No Quarter Unledded. Gràcies a l'èxit de la gira de presentació de No Quarter, Page i Plant van gravar un disc junts el 1998, que es publicà amb el títol de Walking into Clarksdale.
El Rock and Roll Hall of Fame va incloure a Led Zeppelin l'any 1995, que es va convertir en la segona inclusió de Jimmy Page dins d'aquest Saló, ja que tingué el mateix honor l'any 1992, quan The Yardbirds obtingueren la mateixa qualificació.
També el 1998, Page va col·laborar amb el raper americà Puff Daddy per gravar una versió de "Kashmir (cançó)" per la banda sonora de Godzilla. La cançó, titulada "Come with Me", fou interpretada pels seus dos autors en el Saturday Night Live.
1999 veié la gira de Page amb el grup The Black Crowes, i 2001, l'aparició del guitarrista juntament amb Fred Durst (vocalista de Limp Bizkit) i Wes Scantlin (guitarrista de Puddle of Mudd) per interpretar en directe la cançó "Thank You" en la gala dels premis MTV europeus a Frankfurt del Main.
El 2005, Page fou guardonat amb l'Ordre de l'Imperi Británic en reconeixement del seu treball com ambaixador de caritat al Brasil, i nomenat fill predilecte de la ciutat de Rio de Janeiro.
El 10 de desembre del 2007 donà lloc a l'estadi O2 Arena de Londres un concert de Led Zeppelin, contant de nou a la batería amb Jason Bonham, fill de John Bonham. El concert va congregar a més de 20.000 persones a l'estadi londinenc.
Al 24 d'agost del 2008 participà, com a representant de la delegació británica de Londres 2012, a la cerimònia de clausura dels Jocs de Pekín 2008. Tocà el tema "Whole Lotta Love", que fou interpretat conjuntament amb Leona Lewis.
Pendent de distribució a Espanya el documental “It might get loud” (2008) de Davis Guggenheim, que reuneix a Jimmy Page amb dos virtuosos més de la guitarra - The Edge de U2 i Jack White de The White Stripes i The Raconteurs - en el qual cada guitarrista revela les influències que van marcar els seus respectius estils. Presentat al Festival de Cine de Toronto, el documental inclou cançons inèdites i una jam session dels guitarristes.

## Vida privada
Jimmy Page va estar casat amb Charlotte Martin, ex-xicota d'Eric Clapton. El matrimoni va tenir una filla, Scarlett Page, fotògrafa reconeguda. Page té en total cinc fills.

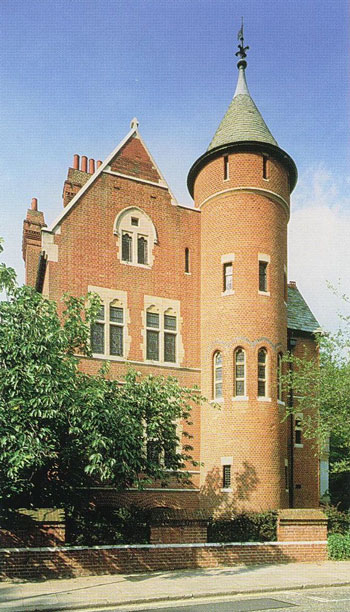
"The Tower House", casa neogòtica que comprà Jimmy Page l'any 1972.

L'any 1972, Page va adquirir The Tower House, una casa neogòtica comprada a Richard Harris i dissenyada per William Burges.
Des de mitjans de la dècada de 1970 fins al 2004, Page va viure a "The Mill House", situada a Windsor (Anglaterra) i antiga propietat de l'actor Michael Caine. També des de mitjans de la dècada de 1970 fins a mitjans de la dècada de 1980, Page adquirí Boleskine House, antiga residència d'Aleister Crowley.

### Addiccions a l'heroïna i a la cocaïna
El mateix Jimmy Page ha reconegut la seva addicció a les drogues durant la dècada dels '70. En una entrevista a la revista Guitar World el 2003, Page digué: "No puc parlar sobre els altres [referint-se als altres components de la banda], però per a mi les drogues van ser una part integral de tot, des del principi fins al final".
Durant l'any 1973, la droga més utilitzada per Led Zeppelin era la cocaïna. Després de la gira per Estats Units d'aquest any, Page li va dir a Nick Kent: "Oh, tothom s'ha passat del límit un parell de cops. Sóc conscient que ho vaig fer i, per ser-te honest, no em recordo molt bé del que va passar".
El 1976, Page començà a consumir heroïna, i l'any 1977 la seva addicció començava a afectar la seva capacitat per a tocar la guitarra.

### Relacions de Page amb l'ocultisme
A començaments de la dècada de 1970, Page regentava una llibreria d'ocultisme a Londres, anomenada "The Equinox Booksellers and Publishers" ("Venedors i editors de l'equinocci"). La llibreria publicà el llibre The Goetia, d'Aleister Crowley, en la seva edició del 1904.
Tot i això, el que més relaciona a Page amb l'ocultisme és la portada del disc Led Zeppelin IV, on hi ha quatre símbols que representen els quatre membres de la banda. Durant els concerts de presentació d'aquest treball, Jimmy acostumava a sortir a escena amb símbols del zodíac brodats sobre la seva roba juntament amb un altre símbol del disc, conegut popularment com a "ZoSo". El guitarrista mai ha declarat res respecte al significat del signe.
El logotip de Swan Song, la companyia fundada per Led Zeppelin el 1974 per editar els seus treballs discogràfics, consisteix en una figura d'Apol·lo, déu grec de la llum i la raó, tot i que a vegades és malinterpretada com fos una imatge d'Ícar, que va morir abrasat per volar massa a prop del Sol, o de Llucifer, un àngel caigut del cel que es convertiria posteriorment en Satanàs. La representació d'Apol·lo està basada en un quadre del William Rimmer, Evening: Fall of the Day, del 1869.
Page fou també convidat a escriure la banda sonora del curtmetratge cinematogràfic Lucifer Rising rodada per un altre admirador d'Aleister Crowley, el director Kenneth Anger. La major part de la banda sonora fou inclosa per la composició de Death Wish II.

## Instruments

### Guitarres

#### Guitarres elèctriques
- 1958 Gibson Les Paul Standard

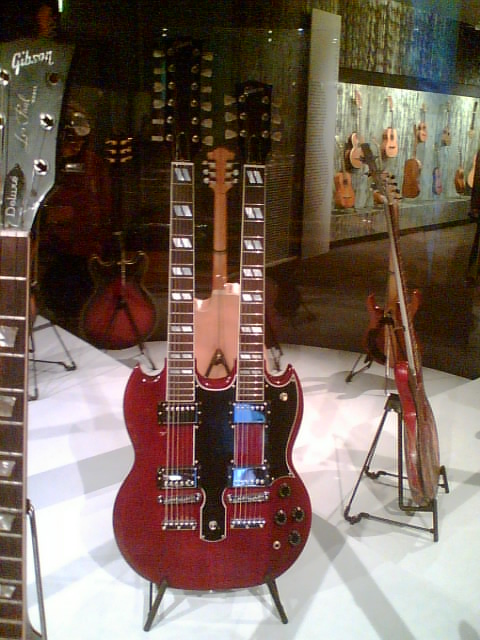
Gibson EDS-1275, famosa guitarra de doble màstil que utilitzava Jimmy Page.

- 1959 Gibson Les Paul Standard. Aquesta és la seva guitarra principal i té diverses modificacions: El mànec és molt més prim i les pastilles són "Burstbuckers" (una d'elles sense la mica, que és la pastilla del darrere). Aquesta guitarra fou un regal del guitarrista de The Eagles, Joe Walsh.
- 1959 Danelectro 3021 AKA 59-DC, amb l'afinació en Re (D).
- 1964 Fender Stratocaster. Emprada en les gravacions de l'àlbum "In Through the Out Door, i l'any 1979 a Knebworth en la cançó "In the Evening".
- 1966 Fender Telecaster 1960-1965. Un regal de Jeff Beck, aquesta guitarra fou repintada amb un drac psicodèlic.
- 1971 Gibson EDS-1275 de doble màstil. Utilitzada per tocar les versions en viu de "Stairway to Heaven", "The song remains the same", "The Rain Song" entre d'altres.
- 1973 Gibson Les Paul
- 1978 Gibson Les Paul

#### Guitarres acústiques
- Gibson J-200
- Martin D28
- Ovation Acoustica

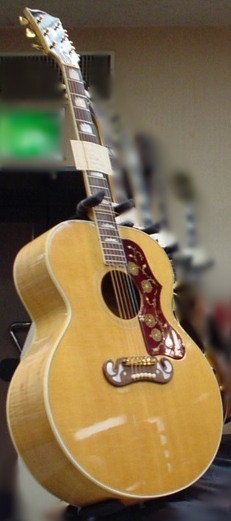
Gibson J-200, guitarra acústica emprada per Jimmy Page.

- Gibson Everly Brothers Modelo Acoustica
- Giannini 12-String Acoustica
- Harmony Sovereign Acoustica
- Washburn 12 String Acoustica
- Ovation 1994 Double Neck Acoustica

### Amplificadors
- Fender Tonemaster Heads
- Wizard Classic Heads
- Fender Tonemaster 4x12 Cabinets
- Vox AC30
- Marshall SLP-1959 100 watts modified

### Efectes i accessoris
- Pete Cornish Custom Switching System
- Jensen Crybaby Wah
- MXR Phase 90
- Boss CE-2 Chorus
- Yamaha CH-10 Mark II Chorus
- Echoplex
- Theremin
- Pete Cornish Line Drivers
- Herco Plex 75mm Picks
- Ernie Ball .009-.042 Strings
- Ernie Ball Earthwood Acoustic Strings
- Vox Wah-Wha
- Dunlop Cry-Baby
- Arquet de violí. Emprat pel famós solo de "Dazed and Confused".

## Discografia

### AmbThe Yardbirds
- Little Games (1967)

### AmbLed Zeppelin
- Led Zeppelin I (1968)
- Led Zeppelin II (1969)
- Led Zeppelin III (1970)
- Led Zeppelin IV (1971)
- Houses of the Holy (1973)
- Physical Graffiti (1975)
- Presence (1976)
- In Through the Out Door (1979)
- Coda (1982)

### AmbThe Honeydrippers
- The Honeydrippers, Vol 1 (1984)

### AmbThe Firm
- The Firm (1985)
- Mean Business (1986)

### En col·laboració amb altres artistes
- Whatever Happened to Jugula? (1983, amb Roy Harper)
- Strange Land (1986, amb Box of Frogs)
- Coverdale-Page (1993, amb David Coverdale)
- Unledded (1994, amb Robert Plant)
- Walking into Clarkside (1998, amb Robert Plant)
- Come With Me (1998, amb Puff Daddy)
- Estranged (2009, amb Marcos Ku Colli)

### En solitari
- Outrider (1988)

### Bandes sonores
- Death Wish II
- Death Wish III
- Lucifer Rising (no editada oficialment, només disponible en edició pirata)

## Homenatges
- En l'edició col·leccionista de la revista Rolling Stone "Els 100 millors guitarristes de tots els temps" apareix com a número 9.[6]
- Al número 55 de la revista Guitarra Total, "Els 100 Millors Guitarristes", apareix en el segon lloc després de Jimi Hendrix.[7]